# Lúcio Cardoso
Lúcio Cardoso   (Curvelo, 14 d'agost de 1913 - Rio de Janeiro, 22 de setembre de 1968) Joaquim Lúcio Cardoso Filho, fou un dramaturg, periodista i poeta brasiler. La seva obra principal, Crònica de la casa assassinada (1958) és un dels llibres més importants de la literatura brasilera. Va morir a l'edat de 56 anys, i el 1966 l'Acadèmia Minera de Lletres li atorgà el Premi Machado d'Assis pel conjunt de la seva obra.

## Biografia
Lúcio Cardoso pertanyia a una família tradicional de Minas Gerais, germà del polític Adauto Lúcio Cardoso, qui fou senador de la República per la Unió Democràtica Nacional, partit conservador de centredreta, i més endavant ministre del Tribunal Federal Suprem del Brasil. La seva germana, Maria Helena Cardoso, fou autora de dos llibres de memòries: Por onde andou meu coração i Vida Vida.
Juntament amb Octávio de Faria, Cornélio Pena i el poeta Vinicius de Moraes, Lúcio Cardoso fou un dels exponents de la literatura brasilera de la dècada del 1930. Fou part de la literatura sociològica, encara que començà la seva carrera amb dues novel·les de caràcter sociològic i realista: Maleita (1934) i Salgueiro (1935). La seva literatura, a partir de la dècada del 1940, qüestiona els valors fonamentals com el bé, el mal, Déu i el dimoni, desenvolupades en les seves novel·les Mãos Vazias, Inácio i en les novel·les curtes O Enfeitiçado e Baltzar. La seva obra inaugura en la literatura brasilera una immersió en l'individu, que de vegades es torna sociològica i subjectiva, on els drames, els dubtes i els qüestionaments personals s'imposen per damunt de la realitat.
Amb Paulo César Saraceni feu el primer llargmetratge del cinema novo, Porto das Caixas, del qual fou el llibretista. El 1962 tingué un vessament cerebral i deixà d'escriure; es passà a la pintura, i feu dues exposicions de les seves obres.